# Daniel Rudisha
Daniel Rudisha (Kilgoris, 1945. augusztus 11. – Nakuru, 2019. március 6.) olimpiai ezüstérmes kenyai atléta. Fia, David Rudisha kétszeres olimpiai bajnok futó.

## Pályafutása
Részt vett az 1968-as mexikóvárosi olimpián. 400 méteren nem jutott a döntőbe. 4 × 400 m váltóban ezüstérmet szerzett Munyoro Nyamauval, Naftali Bonnal és Charles Asatival.
Visszavonulását követően tanárként és edzőként dolgozott.
Több neves kenyai atléta edzője volt, az ő tanítványa volt a kétszeres világbajnok Billy Konchellah is.
2019. március 6-án hunyt el szívinfarktus következtében, miközben cukorbetegség kezelésben részesült.

## Sikerei, díjai
- Olimpiai játékok
  - ezüstérmes: 1968, Mexikóváros (4 × 400 m)